# Vincent Chin
Vincent « Randy » Chin est un producteur jamaïcain né le 3 octobre 1937 à Kingston et mort à Fort Lauderdale en Floride le 2 février 2003.

## Biographie
Il est le fils d'un immigré chinois charpentier qui s'installa en Jamaïque après un bref séjour à Cuba. Au début des années 1950, Chin fait l'entretien et l'approvisionnement des juke-box dans les bars de l'île pour Isaac Issa, un homme d'affaires jamaïcain d’origine syrienne. Vincent vit à l'est de Kingston, dans le quartier de Vine yard Town. En découvrant le succès de certains disques, il ouvre un magasin de musique nommé Randy's Records Shop en 1959 sur le coin de East et Tower streets au centre de Kingston. Le nom provient d'une émission radio de R&B émettant du Tennessee. Au début des années 1960, Vincent commence à enregistrer et publier des variantes locales de R&B par des artistes comme Alton Ellis, Eddie Perkins, Basil Gabbidon aux studios Federal. Sa première session enregistrera Bunny & Skitter en compagnie de Rico, Jah Jerry et Bra Gaynair. À cette époque, il fréquente de nombreux artistes dans en se rendant aux groundations du camp rasta de Count Ossie. Puis en 1961, le magasin s'est déplacé au 17 North Parade. C'est à cet endroit que va être construit un studio de quatre-pistes au-dessus de leur magasin le Studio 17. Chin fut un des premiers producteur à proposer à Tommy McCook une session d'enregistrement. Son premier succès est venu avec Lord Creator Independent Jamaica en 1962. 
Vincent enregistrera au début de sa longue carrière nombre des meilleurs musiciens et chanteurs : The Maytals, Ken Boothe, Stranger Cole, Cornell Campbell, The Gaylads, Max Romeo, John Holt, Ernest Ranglin, Lester Sterling, Bobby Ellis, Don Drummond, Baba Brooks, The Skatalites…
Initialement construit pour sa propre production musicale, Chin loua son studio à d'autres producteurs. Parmi eux, Bunny Lee, Danny Simms, Niney, Phil Pratt, Lee Perry & les Wailers, Joe Gibbs vinrent y enregistrer. Son fils ainé, Clive Chin, y enregistre également et découvre notamment Augustus Pablo.
Au milieu des années 1970, Vincent Chin immigra aux États-Unis et s'installe à New York dans le Queens. Il fonde le magasin VP (pour les initiales de Vincent et de sa femme Patricia) puis le label du même nom en 1993. Le label devint rapidement le plus gros producteur et distributeur de musique des caraïbes en Amérique Du Nord puis dans le monde. Son catalogue est riche d'albums et d'artistes (environ 15 000 titres) reconnus comme Sean Paul, Wayne Wonder, Beres Hammond, Capleton, Lady Saw, Freddie McGregor, Buju Banton, Sizzla ou Bounty Killer.

## Sources
- Barrow S., livret de la compilation Rough Guide To Ska, World Music Network 2003.
- Katz D., Vincent 'Randy' Chin in The Guardian du 22 février 2003.